# Dobrivoje Marković
Dobrivoje Marković (serbisch-kyrillisch Добривоје Марковић, * 22. April 1986 in Teslić) ist ein aus Jugoslawien stammender ehemaliger Handballspieler serbischer Nationalität.
Der 1,90 Meter große und 90 Kilogramm schwere linke Außenspieler stand ab 2011 beim RK Vardar Skopje unter Vertrag. Mit dem Mazedonischen Rekordmeister gewann er 2013 und 2015 die Meisterschaft, 2012, 2014 und 2015 den Pokal sowie 2012 und 2014 die SEHA-Liga. Zuvor spielte er bei HC Cuenca 2016 in Spanien und RK Jugović in Serbien. Im Oktober 2015 schloss er sich dem RK Zagreb in Kroatien an. Mit Zagreb gewann er 2016, 2017 und 2018 die Meisterschaft sowie den kroatischen Pokal.
Dobrivoje Marković stand im Aufgebot der serbischen Nationalmannschaft, so für die Europameisterschaft 2010  und die Weltmeisterschaft 2011; bis Januar 2018 bestritt er 110 Länderspiele, in denen er 223 Tore warf. Im Sommer 2012 nahm er an den Olympischen Spielen in London teil. Mit Serbien gewann er die Goldmedaille bei den Mittelmeerspielen 2009.